# Alice Schwarzer
Alice Schwarzer (Wuppertal, 3 december 1942) is een Duits journalist en feminist. Ze is oprichter en uitgever van het Duitstalige feministische blad EMMA waarvan de oplage in 2013 ongeveer 40.000 bedroeg.

## Biografie
Ze bracht haar jeugd door bij haar moeder en haar grootouders van moeders zijde. Haar vader, een vriend van haar moeder, heeft ze nooit gekend. In 1969 ging ze werken als journalist.
Haar meest bekende boek is Het kleine verschil en de grote gevolgen, in Nederland in 1977 uitgegeven bij de Feministische Uitgeverij Sara. Het boek was de eerste uitgave van die uitgeverij.
Van 1970 tot 1974 werkte ze als freelancer voor verschillende media in Parijs. Tegelijkertijd studeerde ze psychologie en sociologie, en volgde colleges van Michel Foucault. Ze was een van de oprichters van de Feministische Beweging in Parijs (Mouvement de Liberation des femmes, MLF) en verspreidde zo ook haar ideeën naar Duitsland.
Op 12 december 1976 interviewde Schwarzer de toen 38-jarige filmster Romy Schneider in Keulen, kort voor de opname van haar vijftigste film. Een interview, dat blijkens de documentaire Conversatie met Romy Schneider, een openhartig en indringend beeld van haar levensverhaal opleverde.
Begin februari 2014 werd bekend dat Schwarzer jarenlang de belasting heeft ontdoken door haar vermogen naar Zwitserland door te sluizen. Ze heeft aan de Duitse fiscus ca. 200.000 euro aan niet-betaalde belasting moeten betalen plus een boete, aldus de Frankfurter Allgemeine Zeitung.

## Onderscheidingen
- In 1996 ontving ze het Duitse "Bundesverdienstkreuz am Bande" en in 2005 het "Bundesverdienstkreuz 1. Klasse".
- In 2004 ontving ze de "Danubius Prijs" voor "haar gepassioneerde gevecht voor de rechten van vrouwen".
- In december 2004 werd ze Ridder in het Franse Legioen van Eer.